# Tucanet maragda
El tucanet maragda (Aulacorhynchus prasinus) és una espècie d'ocell de la família dels ramfàstids (Ramphastidae) que habita la selva humida i boscos de la zona neotropical, des de l'est de Mèxic, cap al sud, a través d'Amèrica Central fins a Nicaragua.